# Pseudanthias heemstrai
Pseudanthias heemstrai là một loài cá biển thuộc chi Pseudanthias trong họ Cá mú. Loài này được mô tả lần đầu tiên vào năm 1989.

## Phân bố và môi trường sống
P. heemstrai có phạm vi phân bố ở Tây Ấn Độ Dương. Loài này xuất hiện ở khắp Biển Đỏ và phía bắc vịnh Aqaba. Chúng được tìm thấy xung quanh các rạn san hô chủ yếu ở độ sâu khoảng 13 đến 67 m (nhưng phổ biến ở độ sâu khoảng 40 m trở lại).

## Mô tả
P. heemstrai có chiều dài cơ thể lớn nhất được ghi nhận là 13 cm. Cá đực chủ yếu có màu đỏ, mỗi vảy có đốm vàng và viền đỏ. Đầu màu cam sẫm, hơi ửng đỏ ở đỉnh, mang có màu vàng đậm; phần dưới của đầu và thân dưới màu hồng nhạt. Vây hậu môn và vây bụng màu lam xám nhạt, có những đốm vàng; vây đuôi màu đỏ sẫm với rìa sau màu vàng hoặc lam xám nhạt. Cá mái có nửa thân trên màu vàng, vảy màu hồng tím có đốm vàng, nửa thân dưới màu tím nhạt đến trắng. Vây ngực và vây bụng màu hồng lam; các vây còn lại vàng; vệt đỏ trên cuống họng.
Số gai ở vây lưng: 10; Số tia vây mềm ở vây lưng: 16; Số gai ở vây hậu môn: 3; Số tia vây mềm ở vây hậu môn: 7; Số gai ở vây bụng: 1; Số tia vây mềm ở vây bụng: 5; Số tia vây mềm ở vây ngực: 17 - 18; Số vảy đường bên: 39 - 43.